# 安德烈·舍尼埃
安德烈·舍尼埃（法語：André Chénier，1762年—1794年）是一位法国诗人。

## 生平
舍尼埃出生于君士坦丁堡（即现在的伊斯坦布尔），父亲是一个布商，后成为法国驻君士坦丁堡的领事；母亲是完全希腊化了的佛朗克族人。他三岁就被父母带回了法国，后进入巴黎一所学院深造。毕业后，漫游瑞士和意大利，回国后开始写诗。1787年，他出任法国驻英大使馆秘书，但是在伦敦感到很烦闷。
法国大革命使他的全部心思都投入到祖国。1791年回国了，但由于他主张君主立宪制，因此和主张共和的弟弟和母亲不和，离开了家庭。1792年8月10日的革命彻底推翻了君主制，所有同情国王的人都倒了霉。多亏了亲戚的帮助，舍尼埃前往诺曼底，方得以躲过随后的九月大屠杀。随后他在凡尔赛一处地方隐居下来，只在日落后出门。1794年3月7日他在帕西的朋友家被捕，囚于圣拉匝禄监狱。
他被囚禁了140天，在此期间写下了他最著名的诗篇《青年女囚》。在罗伯斯皮尔的“革命恐怖”下，7月25日，他被送上断头台。
舍尼埃死后三天，罗伯斯皮尔自己也被推上断头台，“革命恐怖”结束了。

## 诗作
安德烈·舍尼埃从小受他母亲的影响，对希腊美非常敏感。后来他旅行意大利，饱读文艺复兴时期的拉丁文作品，使他对古希腊、拉丁古典文学有很深的造诣。而他在法国所受的现代教育，和他在自己家沙龙接触的科学家、哲学家，又使他醉心于进步思想，崇尚理性。因此舍尼埃的毕生理想就是给人类理性所征取的一切成绩赋予美的形式，也就是把现代的科学内容和古希腊的形式美结合起来。他曾写过好几首长诗的纲要，取名为《天文》、《迷信》、《美洲》、《赫尔梅斯》等：《美洲》包括现代的“全部地理知识”和“世界史的概况”；《赫尔梅斯》则将写地球的形成，植物、动物以及人类的出现，原始人的生活直至社会、政治、道德、宗教、科学的发展。可惜他死得太早，这些鸿篇都只写了一些片断。其他的诗也大多只是些未完成的片断，完成的只有几首颂歌和牧诗、悲歌、抑扬格。但这些残篇的形式都是极其完美的，使人读之以为古希腊、拉丁人手笔。他的牧歌和抑扬格完全抒发自己的感受。仅凭这几篇短诗，他就成为一流诗人而被后世的浪漫派尊为始祖。
舍尼埃的诗生前只发表过几首，死后才陆续刊登于杂志，全集到1819年才出版。其中最有名的是《青年女囚》。